# Johannes Becker (Pokerspieler)
Johannes Michael Becker (* 1990) ist ein professioneller deutscher Pokerspieler. Er gewann 2018 ein Bracelet bei der World Series of Poker.

## Pokerkarriere
Becker stammt aus Köln und lebt gemeinsam mit Koray Aldemir in einer WG in Wien.
Seine erste Geldplatzierung bei einem Live-Turnier erzielte er im August 2012 in Wien. Der Deutsche war im Juni 2015 erstmals bei der World Series of Poker (WSOP) im Rio All-Suite Hotel and Casino am Las Vegas Strip erfolgreich und kam bei einem Turnier der Variante No Limit Hold’em ins Geld. Mitte Oktober 2015 erreichte er beim Main Event der in Berlin ausgespielten World Series of Poker Europe den Finaltisch und erhielt für seinen neunten Platz ein Preisgeld von 60.000 Euro. Bei der WSOP 2017 belegte Becker bei der Poker Player’s Championship hinter dem Briten Elior Sion den zweiten Platz und sicherte sich damit sein bisher höchstes Preisgeld von mehr als 850.000 US-Dollar. Wenige Tage später wurde der Deutsche beim WSOP-Main-Event 220. und erhielt knapp 50.000 US-Dollar. Mitte Dezember 2017 gewann er das Super High Roller der partypoker Eurasian Poker Tour in Prag mit einer Siegprämie von 500.000 Euro. Mitte Februar 2018 sicherte sich Becker nach einem Deal auch bei der partypoker Millions Germany in Rozvadov den Super-High-Roller-Titel und erhielt rund 320.000 Euro. Bei der WSOP 2018 gewann er ein Turnier in Mixed Triple Draw Lowball und somit ein Bracelet sowie rund 180.000 US-Dollar. Anfang Februar 2019 belegte der Deutsche bei der A$100.000 Challenge der Aussie Millions Poker Championship in Melbourne nach verlorenem Heads-Up gegen Cary Katz den zweiten Platz und erhielt knapp 950.000 Australische Dollar. Bei der WSOP 2021 wurde Becker Zweiter der No-Limit 2-7 Lowball Draw Championship und sicherte sich über 180.000 US-Dollar. Bei der WSOP 2022, die erstmals im Bally’s Las Vegas und Paris Las Vegas ausgespielt wurde, erreichte er den Finaltisch der Poker Player’s Championship und erhielt für seinen fünften Rang eine Auszahlung von knapp 350.000 US-Dollar.
Insgesamt hat sich Becker mit Poker bei Live-Turnieren mindestens 4 Millionen US-Dollar erspielt.